# Willie Nix
Willie Nix (* 6. August 1922 in Memphis, Tennessee; † 9. Juli 1991 in Leland, Mississippi; eigentlich Willie Nicks, bekannt als Memphis Blues Boy) war ein US-amerikanischer Blues-Schlagzeuger und Sänger, der vor allem in den späten 1940ern und Anfang der 1950er Jahre populär war.
Nix wuchs in Memphis auf, als Jugendlicher arbeitete er als Stepptänzer in Minstrel- und Medicine-Shows im amerikanischen Süden, die dort gelernten Rhythmen sollten später auch sein Schlagzeugspiel prägen. Mitte der 1940er kam er zurück nach Memphis, wo er gemeinsam mit Musikern wie Walter Horton, Robert Jr. Lockwood und Sonny Boy Williamson spielte. Nix war zu dieser Zeit Teil einer Szene in West-Memphis um Musiker wie Johnny Ace, Bobby Bland, Junior Parker und B.B.King. Als er gemeinsam mit den Three Aces und anderen Blues-Musikern regelmäßig im Radio auftrat, erhöhte sich seine Popularität enorm.
Nix hatte früher bereits einige Aufnahmen für RPM und auch Checker gemacht. 1952 nahm ihn dann Sun Records unter Vertrag, unter dem Namen Memphis Blues Boy. 1953 allerdings verließ Nix Memphis und floh nach Chicago, da er des Mordes beschuldigt wurde. Dort nahm er für das Chance/Sabre-Label auf und arbeitete in den lokalen Clubs. 1958 ging Nix zurück nach Memphis, um eine zweijährige Gefängnisstrafe abzusitzen. Er war danach weiter als Musiker in Memphis aktiv, kam aber über lokale Bekanntheit kaum noch hinaus. Er starb 1991.